# 火焰魮脂鯉
火焰魮脂鯉，為輻鰭魚綱脂鯉目脂鯉科的其中一個種。

## 分布
本魚分布於南美洲巴西里約熱內盧沿海的河川。

## 特徵
本魚體側高深，向尾柄平滑地變細。體色為淺紅褐色中帶銀色。發育成熟的魚在鰓蓋後面有兩塊黑斑，向下延伸至腹部。魚體的後下部顯現出更多的紅色，腹鰭、臀鰭和尾鰭都呈紅色，邊緣為黑色，背鰭為烏黑色，有白色條紋。口前位，位於吻部的端點。雌魚紅色部分較少，產卵期時魚體會變大。體長約2.5公分。

## 生態
本魚棲息在溪流沿海溪流中，喜群游，性情溫和，屬雜食性，以蠕蟲、甲殼動物與植物等為食 。

## 經濟利用
為觀賞性魚類。